# شلف
شلف (به عربی: الشلف) یک شهر در الجزایر است که در استان الشلف واقع شده‌است. شلف ۱۷۸٬۶۱۶ نفر جمعیت دارد و ۱۱۴ متر بالاتر از سطح دریا واقع شده‌است.